# Deputati della IX legislatura del Regno d'Italia
Elenco dei deputati dell'IX legislatura del Regno d'Italia dopo le elezioni politiche del 1865.

## A
- Abignente Filippo
- Acclavio Pietro
- Acolla Francesco
- Acerbi Giovanni
- Acquaviva d'Aragona Carlo
- Agnini Luigi
- Airenti Giuseppe Carlo
- Albicini Cesare
- Alfieri di Sostegno Carlo
- Aliprandi Diego
- Allievi Antonio
- Alvisi Giuseppe Giacomo
- Amaduri Luigi
- Amaduri Vincenzo
- Amore Nicola
- Andreotti Davide
- Andreucci Ferdinando
- Angeloni Giuseppe Andrea
- Annoni di Cerro Francesco
- Ara Casimiro
- Araldi Antonio
- Arcieri Antonio
- Arnulfi Trofimo
- Arrigossi Luigi
- Arrivabene Valenti Gonzaga Carlo
- Asproni Giorgio
- Assanti Damiano
- Asselta Domenico
- Avellino Francesco
- Avezzana Giuseppe
- Avitabile Michele

## B
- Badoni Giuseppe
- Baino Luigi
- Balsamo Ferdinando
- Bandini Policarpo
- Barca Giovanni Battista
- Bargoni Angelo
- Barracco Giovanni
- Bartolucci Godolini Pio
- Basile Basile Luigi
- Bellazzi Federico
- Belli Vincenzo
- Beneventani Valerio
- Berardi Tiberio
- Bersezio Vittorio
- Bertani Agostino
- Bertea Cesare
- Berti Pichat Carlo
- Berti Domenico
- Bertini Giovanni Battista
- Bertolami Michele
- Bertolino Aronne Gaetano
- Betti Enrico
- Biancheri Giuseppe
- Bianchi Mina Giovanni Battista
- Bianchi Celestino
- Bichi Gaetano
- Bixio Nino
- Boggio Pier Carlo
- Bon Compagni di Mombello Carlo
- Bonomi Giovanni
- Borelli Bartolommeo
- Borgatti Francesco
- Borromeo Guido
- Borsarelli Giorgio
- Bortolucci Giovanni
- Bosi Luigi
- Bossi Paolo
- Botta Nicola
- Bottero Giovanni Battista
- Botticelli Carlo
- Bove Francesco
- Bracci Giacomo
- Breda Vincenzo Stefano
- Brida di Lessolo Giuseppe
- Briganti Bellini Bellino
- Briganti Bellini Giuseppe
- Brignone Filippo
- Brofferio Angelo
- Broglio Emilio
- Brunetti Gaetano
- Bullo Sante

## C
- Caccianiga Antonio
- Cacioppo Vincenzo
- Cadolini Giovanni
- Cadorna Raffaele
- Cafici Vincenzo
- Cairoli Benedetto
- Calandra Claudio
- Caldesi Ludovico
- Calvanese Francesco
- Calvino Salvatore
- Calvo Marco
- Camerata Scovazzo Francesco
- Camerata Scovazzo Lorenzo
- Camerini Angelo
- Camozzi Vertova Gabriele
- Camuzzoni Giulio
- Cancellieri Rosario
- Cannella Fabio
- Cantoni Geronimo
- Cantù Cesare
- Capone Filippo
- Capozzi Enrico Francesco
- Carazzolo Alvise
- Carbonelli Vincenzo
- Carboni Michele
- Carcani di Montaltino Fabio
- Carini Giacinto
- Carletti Giampieri Giovanni Battista
- Carrara Francesco Gaetano
- Casaretto Michele
- Casarini Camillo
- Castagnola Stefano
- Castellani Giovanni Battista
- Castelli Demetrio
- Castelli Federico
- Castelli Luigi
- Castiglia Benedetto
- Cattaneo Carlo
- Cattani Cavalcanti Leopoldo
- Catucci Francesco Paolo
- Cavalli Ferdinando
- Cavallini Gaspare
- Cedrelli Francesco
- Checchetelli Giuseppe
- Chiaradia Eugenio
- Chiassi Giovanni
- Chiaves Desiderato
- Ciccarelli Pasquale
- Cipriani Emilio
- Cittadella Vigodarzere Andrea
- Civinini Giuseppe
- Cocchi Raffaele
- Cocconi Pietro
- Cognata Giuseppe
- Collesanti Luigi
- Collotta Giacomo
- Colocci Antonio
- Comin Jacopo
- Confalone Paolo
- Conti Augusto
- Coppino Michele
- Cordova Filippo
- Correnti Cesare
- Corsini Paolo
- Corsini Tommaso
- Corsi Tommaso
- Corte Clemente
- Cortese Paolo
- Corticelli Alessandro
- Cosenz Enrico
- Costa Antonio
- Costa Luigi
- Cottù di Roccaforte Lorenzo
- Crisci Costantino
- Crispi Francesco
- Cucchi Francesco
- Cugia di Sant'Orsola Efisio
- Cumbo Borgia Antonino
- Curzio Francesco Raffaele
- Cuzzetti Francesco

## D
- D'Amico Eduardo
- D'Ancona Sansone
- d'Aste Ricci Alessandro
- d'Ayala Mariano
- d'Ondes Reggio Vito
- Damiani Abele
- Damis Domenico
- Danzetta Niccolò
- De Benedetti Angelo
- De Blasiis Francesco
- De Blasio di Palizzi Tiberio
- De Blasio Filippo
- De Boni Filippo
- De Capitani Carlo
- De Cardenas Giuseppe
- De Caris Donato
- De Cesare Carlo
- De Filippo Gennaro
- De Lorenzo Achille
- De Luca Francesco
- De Martino Giacomo
- De Meis Angelo Camillo
- De Nardo Giovanni
- De Riso Ippolito
- De Rosa Francesco
- De Sanctis Francesco
- De Witt Antonio
- Del Giudice Gaetano
- Del Medico Andrea
- Del Re Federico
- Del Zio Floriano
- Delitala Giuseppe Luigi
- Della Monica Federico
- Demaria Carlo
- Deodato Benedetto
- Depretis Agostino
- Devincenzi Giuseppe
- Di Blasio Scipione
- Di Figlia Vincenzo
- Di Gropello Tarino Luigi
- Di Monale (Buglione) Alessandro
- Di San Donato (Sambiase San Severino) Gennaro
- Di Serego Alighieri Pietro

## E
- Ellero Pietro
- Ercolani Giovanni Battista
- Ercole Paolo
- Errante Vincenzo

## F
- Fabri Angelico
- Fabris Pietro
- Fabrizj Nicola
- Facchi Gaetano
- Faccioli Girolamo
- Fambri Paulo
- Fanelli Giuseppe
- Farina Mattia
- Farini Domenico
- Fazio Salvio Antonino
- Fenolio Pietro
- Ferracciu Nicolò
- Ferracini Ferdinando
- Ferrantelli Antonino
- Ferrara Cristoforo
- Ferrari Giuseppe
- Ferraris Luigi
- Fiastri Giovanni
- Finali Gaspare
- Fincati Luigi
- Finzi Giuseppe
- Fiorenzi Francesco
- Fioretti Raffaele
- Fogazzaro Mariano
- Fonseca Lopez Ferdinando
- Fossa Pietro Antonio
- Fossombroni Enrico
- Frapolli Lodovico
- Frascara Angelo
- Friscia Saverio

## G
- Galeotti Leopoldo
- Galletti Giuseppe
- Gaola Antinori Giovanni Battista
- Garibaldi Giuseppe
- Garzoni Giuseppe
- Genero Felice
- Giacomelli Giuseppe
- Gianolio Giacomo
- Gibellini Tornielli Giovanni
- Gigante Raffaele
- Gigli Nicola
- Giordano Francesco
- Giordano Luigi
- Giuliano Giuseppe
- Giunti Francesco Maria
- Giusino Gaetano
- Giustinian Giovanni Battista
- Golia Cesare
- Goretti Ottaviano
- Grattoni Severino
- Gravina Luigi
- Greco Cassia Luigi
- Greco Antonio
- Grella Eduardo
- Griffini Paolo
- Grillenzoni Carlo
- Gritti Francesco Antonio
- Grossi Angelo
- Guastalla Enrico
- Guerrazzi Francesco Domenico
- Guerrieri Gonzaga Anselmo
- Guerrieri Gonzaga Carlo
- Guerzoni Giuseppe
- Guglianetti Francesco
- Guicciardi Enrico
- Gutierrez Del Solar Giuseppe

## J
- Jacini Stefano

## L
- La Marmora (Ferrero) Alfonso
- La Masa Giuseppe
- La Porta Luigi
- Lampertico Fedele
- Lanza Giovanni
- Lazzaro Giuseppe
- Legnazzi Alessandro
- Leony Lorenzo
- Lioy Paolo
- Lo Monaco Francesco
- Lovito Francesco
- Lualdi Ercole
- Luzi Carlo

## M
- Maccabruni Giuseppe
- Macchi Mauro
- Macrì Giacomo
- Maggi Berardo
- Magnoni Lucio
- Majorana Calatabiano Salvatore
- Majorana Cucuzzella Salvatore
- Majorana Fiamingo Benedetto
- Majuri Antonio
- Maldini Galeazzo Giacomo Maria
- Malenchini Vincenzo
- Manci Gaetano
- Mancini Girolamo
- Mancini Pasquale Stanislao
- Manfrin di Castione Pietro
- Mannetti Giuseppe
- Mantegazza Paolo
- Marazio di Santa Maria Bagnolo Annibale
- Marchetti Luigi
- Marchione Pier Domenico
- Marcone Nicola
- Mari Adriano
- Marolda Petilli Francesco
- Marsico Gaspare
- Martinelli Massimiliano
- Martini Enrico
- Martire Francesco
- Marzi Francesco
- Mascitelli Lindoro
- Massa Paolo
- Massarani Tullo
- Massari Giuseppe
- Matina Giovanni
- Maurigi Giovanni
- Mauro Domenico
- Mauro Francesco
- Maurogonato Pesaro Isacco
- Mazzarella Bonaventura
- Mazzini Giuseppe
- Mazzucchi Carlo
- Melegari Luigi
- Mellana Filippo
- Messedaglia Angelo
- Mezzacapo Francesco
- Mezzanotte Raffaele
- Miceli Luigi Alfonso
- Minervini Luigi
- Minghetti Marco
- Molfino Giorgio Ambrogio
- Molinari Andrea
- Mongenet Baldassarre
- Montagna Pietro
- Montanari Giovanni Battista
- Monti Coriolano
- Monti Francesco Clodoveo
- Monzani Cirillo Emiliano
- Mordini Antonio
- Morelli Carlo
- Morelli Donato
- Morelli Giovanni
- Morini Michele
- Morosoli Robustiano
- Moschetti Agostino
- Mosciaro Giovanni
- Mosti Trotti Estense Tancredi
- Mozzoni Giorgio Giuseppe
- Musmeci Nicolò
- Musolino Benedetto
- Mussi Giuseppe
- Muzi Enrico

## N
- Napoli Federico
- Negrotto Cambiaso Lazzaro
- Nervo Luigi
- Nicotera Giovanni
- Nisco Nicola
- Norante di Santa Cristina Costanzo

## O
- Oliva Antonio
- Olivieri Fileno
- Orlandi Filippo
- Orsetti Stefano
- Orsini Tito

## P
- Pace Giuseppe
- Paini Ferdinando
- Panattoni Giuseppe
- Pantano Enrico
- Papa Carlo
- Paparo Vincenzo
- Pasella Giuseppe
- Pasqualigo Francesco
- Pecile Gabriele Luigi
- Pelagalli Pasquale
- Pellatis Giacinto
- Peluso Francesco
- Pepoli Gioacchino Napoleone
- Perez Francesco Paolo
- Peruzzi Ubaldino
- Pescatore Matteo
- Pescetto Federico Giovanni
- Petitti Bagliani di Roreto Agostino
- Petrone Francesco
- Petrone Pasquale
- Pettinengo (De Genova di) Ignazio
- Pianciani Luigi
- Piccoli Francesco
- Piccolomini Giovanni
- Pieri Piero
- Piloto Angelo
- Piola Giuseppe
- Piolti de' Bianchi Giuseppe
- Piroli Giuseppe
- Pisacane Domenico
- Pisanelli Giuseppe
- Pisani Carlo
- Pissavini Luigi
- Pizzi Salvatore
- Plutino Agostino
- Plutino Antonino
- Poerio Carlo
- Polsinelli Giuseppe
- Polti Achille
- Praino Luigi
- Prampero (di) Antonino
- Praus Michele Maria Gavino
- Protasi Gian Domenico
- Puccioni Piero
- Pugliese Giannone Vincenzo
- Pulce Giuseppe

## R
- Raeli Matteo
- Raffaele Leonardo
- Ranco Luigi
- Ranieri Antonio
- Rasponi Achille
- Rasponi Giovacchino
- Rattazzi Giacomo
- Rattazzi Urbano
- Rega Giuseppe
- Restelli Francesco
- Riberi Spirito
- Ricasoli Bettino
- Ricciardi Giuseppe
- Ricci Giovanni
- Ricci Vincenzo
- Ripandelli Ettore
- Rizzari Paternò Castello Mario
- Robecchi Giuseppe
- Rogadeo Vincenzo
- Romagnoli Michele
- Romanelli Dionisio Leonardo
- Romano Giuseppe
- Romano Liborio
- Ronchey Amos
- Rorà (Lucerna di) Emanuele
- Rossi Alessandro
- Rossi Giuseppe Antonio
- Rossi Michele
- Rubieri Ermolao
- Ruschi Rinaldo

## S
- Sabelli Francesco Saverio
- Sabini Giovanni
- Saffi Aurelio
- Salaris Francesco
- Salomone Federico
- Salvagnoli Marchetti Antonio
- Samaritani Giovanni Battista
- Sanguinetti Apollo
- Sanna Giovanni Antonio
- Scalini Gaetano
- Schininà di San Filippo Emanuele
- Scolari Saverio
- Scoti Francesco
- Sebastiani Francesco
- Seismit Doda Federico
- Seismit Doda Luigi
- Sella Quintino
- Semenza Gaetano
- Semola Luigi
- Serpieri Enrico
- Serra Cassano Francesco
- Serra Luigi
- Serristori Alfredo
- Servadio Giacomo
- Sgariglia Marco
- Siccardi Ferdinando
- Silvani Paolo
- Silvestrelli Luigi
- Sineo Riccardo
- Sipio Gennaro
- Sirtori Giuseppe
- Solidati Tiburzi Luigi
- Sommeillier Germano
- Sormani Moretti Luigi
- Spanò Bolani Domenico
- Spasiano Enrico
- Spaventa Silvio
- Speciale Costarelli Martino
- Speciale Antonio
- Spinelli di Scalea Vincenzo
- Sprovieri Vincenzo
- Spurgazzi Pietro
- Stocco Francesco
- Stocco Vincenzo
- Strada Pietro

## T
- Talamini Natale
- Tamajo Giorgio
- Tecchio Sebastiano
- Tedeschi Amato Ercole
- Tenani Giovanni Battista
- Tenca Carlo
- Testa Antonio
- Thaon di Revel Giovanni
- Tofano Giacomo
- Tommasini Vincenzo
- Tonelli Ignazio
- Torelli Giuseppe
- Tornielli di Borgo Lavezzaro Luigi
- Torre Federico
- Torrigiani Pietro
- Toscanelli Giuseppe
- Toscano Gaetano
- Tozzoli Giuseppe
- Trevisani Giuseppe Ignazio
- Trigona di Canicarao Vincenzo
- Trigona Naselli di Sant'Elia Domenico

## U
- Ungaro Michele

## V
- Valerio Cesare
- Valitutti Giuseppe
- Valussi Pacifico
- Varese Carlo
- Varè Giovanni Battista Francesco
- Vecchi Candido Augusto
- Vegezzi Saverio Francesco
- Venturelli Francesco
- Viacava Antonio
- Villa Tommaso
- Villa Vittorio
- Vinci Bruno
- Viora Paolo
- Visconti Venosta Emilio
- Visconti Venosta Giovanni
- Visocchi Alfonso
- Visone Giovanni
- Vollaro Francesco Saverio
- Volpe Giuseppe

## Z
- Zaccheroni Giuseppe
- Zanardelli Giuseppe
- Zini Luigi
- Zirilli Stefano
- Zuppetta Luigi
- Zuzzi Enrico